# Ve ne dovevate andare
Ve ne dovevate andare (You Should Have Left) è un film del 2020 scritto e diretto da David Koepp.
La pellicola è l'adattamento cinematografico del romanzo del 2017 Du hättest gehen sollen, scritto da Daniel Kehlmann.

## Trama
Theo Conroy, uomo d'affari benestante di mezza età che anni prima era stato processato e prosciolto per l'omicidio della prima moglie, annegata suicida nella vasca da bagno, ha sposato una giovane attrice, Susanna, avendone una figlia, Ella, che ama teneramente. Theo ha incubi in cui vede una figura aggredire in maniera sovrannaturale la piccola; inoltre, egli soffre di gelosia nei confronti della moglie ed è turbato dal suo lavoro, che la costringe ad allontanarsi dalla famiglia e ad interpretare scene di sesso anche piuttosto realistiche, come Theo ha anche avuto modo di ascoltare una volta che si era recato a trovare la moglie sul set, ingelosendosene. Per sfuggire alle difficoltà coniugali e all'indesiderata notorietà, i due decidono di affittare un cottage in Galles. All'arrivo, tuttavia, vi riscontrano inaspettati disagi: non solo la casa è assai più grande del previsto, ma è in una zona senza copertura di campo per il cellulare, dal quale Susanna sembra dipendere per ragioni di reperibilità professionale, cosicché marito e moglie hanno subito una discussione cui la figlioletta assiste. 
Un altro litigio è originato dalle rivelazioni di Susanna sul passato del padre alla bambina (un discorso progettato dalla coppia da tempo, ma perché avvenisse alla presenza di entrambi) proprio mentre Theo era invece assente in quanto, svegliatosi più tardi da un lungo sonno, dopo aver inconsapevolmente perso la nozione del tempo vagando per ore nella labirintica casa, dapprima ha assolto alla terapia psicologica cui si sottopone per i suoi problemi di stress annotando sul diario i propri stati d'animo, quindi si è recato al villaggio per comprare provviste: gli abitanti gli hanno lì fatto oscure allusioni alla casa in cui i nuovi venuti alloggiano e al precedente proprietario, Stetler, e il gestore del negozio gli regala persino una squadretta con cui gli suggerisce di verificare gli angoli dei muri.
Sempre più crucciato, Conroy spia le e-mail di Susanna sul portatile di lei mentre la donna è nella vasca da bagno e pare tranquillizzarsi non avendo trovato nulla di anomalo; tuttavia proseguono i suoi incubi sulla struttura proteiforme della casa e specialmente su un mostro sconosciuto, imbrattato di sangue, che minaccia Ella, così realistici che egli non riesce a svegliarsi se non ferendosi gravemente. Al mattino l'uomo scopre sia che il suo diario per la terapia è stato vandalizzato in più pagine, su cui a pesanti caratteri è stato scritto: "dovreste andarvene", sia che la moglie dispone di un secondo cellulare segreto, mediante il quale comunica continuamente; infine Susanna durante l'ennesima discussione confessa di avere un amante e i due coniugi si separano, lei si allontana in auto e Theo, che ha insistito perché la figlia rimanesse con lui, torna in casa con la bambina. 
L'uomo, via via, pur deciso a far rasserenare la piccola, nota che in casa le leggi della fisica sono stravolte, che gli angoli fra pavimento e mura, pur sembrandolo, effettivamente non sono retti e una volta di più ha la conferma che le dimensioni esterne della casa non coincidono con quelle interne, notevolmente maggiori.
La stessa Ella appare assai più irrequieta e disobbediente rispetto al suo usuale comportamento, e non solo come conseguenza della separazione tra i genitori: quando il papà perde di vista la bambina, la casa si trasforma esattamente per come egli l'aveva sognata e nel labirinto che si è generato la piccola incontra un cadavere femminile posto in una vasca da bagno e lo stesso uomo sinistro e inquietante sognato precedentemente da suo padre; sugli innumerevoli muri inoltre sono visibili fotografie prima assenti. Infine, Theo decide di portar via Ella dalla casa che turba entrambi e chiama il gestore del negozio perché gli mandi un taxi, peraltro introvabile: il gallese invece gli rivela la leggenda secondo cui quella casa era stata edificata dal diavolo per imprigionarvi le anime. Theo è così disperato da avvolgere in indumenti pesanti e coperte sé e la figlia e avventurarsi all'esterno di notte, volendo percorrere la strada fino al villaggio a piedi: forse per aver smarrito l'orientamento voltandosi egli su se stesso con la bambina in braccio, o forse per una trappola arcana, i due, stanchi e semi-assiderati, perdono l'orientamento nello spazio e, dopo un estenuante cammino, si ritrovano di nuovo alla casa, dove sono costretti a rientrare per attendere che, al mattino, torni Susanna con l'auto. Il papà racconta infine la verità sul proprio passato alla figlia, del processo e dell'assoluzione ma non meno del suo senso di colpa, venendone peraltro rassicurato sul suo amore indefettibile per lui, e le promette che non la perderà mai di vista: tuttavia, svegliato nella notte da rumori e dal flash di una macchina fotografica, Theo si allontana dalla figlia e viene attaccato da una sorta di demone con le sembianze di donna morta, affogata, che subito scompare; scopre inoltre una fotografia, che ritrae lui e la figlia addormentati qualche tempo prima, vede l'arrivo di loro tre nella casa e persino se stesso vandalizzare il suo diario privato con le frasi di avvertimento; addirittura incontra una sorta di demone con le proprie stesse fattezze, che aggredisce venendone sopraffatto. Il tempo si riavvolge continuamente, deformandosi così come la struttura stessa della casa nello spazio; il gioco di incastri segna al contrario il progressivo deterioramento dei rapporti quando fondati sulla "menzogna" entro cui i Convoy sono rimasti imprigionati.
Al mattino, Theo riconsegna Ella a Susanna ma comunica a sua moglie la decisione di restare nella casa: sebbene sia stata lei infedele, è lui, nella coppia, come aveva confidato alla figlia, la persona indegna, e alla donna ne offre la motivazione confessando finalmente la verità ultima sulla morte della sua prima moglie, verso cui provava un risentimento così greve che non l'aveva soccorsa quando, stordita dai farmaci, era annegata nella vasca da bagno, ma aveva atteso che morisse. Madre e figlia lasciano la casa ma senza Theo, dacché la sua presenza con loro le porrebbe in continuo pericolo: la casa in fondo altro non è che la coscienza, il suo peccato lo seguirebbe e così la sua dannazione, e le colpe dei padri sarebbero ricadute sui figli, come il diabolico Stetler, che non a caso ha le sue stesse, pur distorte, fattezze, lo aveva minacciato.  
Anche Theo è ormai presenza stabile della dimora maledetta, era anzi lui la figura mesmerica alla finestra che padre e figlia scorgevano mentre cercavano di scappare. Sui muri, prima vuoti, restano affisse numerose fotografie che raffigurano come lui altri peccatori che, secondo appunto le dicerie nel villaggio, avevano subito lo stesso destino fra quelle mura, imprigionati dalle proprie stesse colpe.

## Colonna sonora
Le musiche del film sono state composte da Geoff Zanelli e raccolte in una colonna sonora ufficiale pubblicata dall'etichetta Back Lot Music.

## Promozione
Il primo trailer del film viene diffuso l'8 giugno 2020.

## Distribuzione
Il film è stato distribuito on demand a partire dal 18 giugno 2020.
In Italia è stato trasmesso per la prima volta il 15 giugno 2021 su Sky Cinema Uno.

## Accoglienza

### Critica
Sull'aggregatore Rotten Tomatoes il film riceve il 40% delle recensioni professionali positive con un voto medio di 4,9 su 10 basato su 109 critiche, mentre su Metacritic ottiene un punteggio di 46 su 100 basato su 27 critiche.